# Прокариоти
Прокариотите (Prokaryota, на гръцки: pros – преди, karyon – ядка/ядро) са организми, които нямат клетъчно ядро или какъвто и да е друг мембранно ограничен органел. Прокариот е синоним на думата пред ядрен. Те спадат към царството Монера.
Прокариотите са едноклетъчни организми и за разлика от еукариотите нямат обособено ядро. То е без ядрена мембрана и поради това се нарича още нуклеоид, с една пръстеновидна хромозома в него. Няма доказателства за многоклетъчни представители от прокариотен тип.
Повечето прокариоти са бактерии. Цианобактериите също се включват към тази група. Те се различават от другите бактерии по това, че имат мембрани с багрила – зелени (хлорофил), кафяви, оранжеви и др. Някои бактерии образуват колонии от много клетки, но всяка клетка е идентична с останалите и може да живее самостоятелно. Тези колонии се образуват благодарение на слузестото вещество, отделяно от клетките на някои видове, или защото клетките не са се разделили след клетъчното делене. Съвременните генетични и филогенетични проучвания показват, че царство Монера се разделя на две групи – археи и бактерии. Двете групи се различават по структурата на РНК и рибозомите, както и по строежа на клетъчната обвивка.

## Прокариотна клетка
Прокариотната клетка е микроорганизъм с необособено хранилище на генетичната информация – клетъчно ядро, но притежава условна групировка от протеини и ДНК в нуклеоид. Прокариотите се числят към царство Бактерии и империя Археа.

### Таксономично деление
Клетките се делят на две големи групи: прокариоти (предядрени) и еукариоти (същинско ядрени). Както показват имената им, разграничителен белег е наличието или липсата на оформено ядро, но всъщност разликите са по-дълбоки.

### Еволюция
Клетките в древните пластове са прокариотни, за което се съди по малките им размери и простото им устройство. Съвременните прокариоти имат примитивни белези в устройството си. Някои техни представители напомнят конкретни микровкаменелости. В тази група спадат:
- архебактерии;
- еубактерии (същински бактерии) и
- цианобактерии (синьо-зелени водорасли).

### Общи характеристики
Класифицирането на бактериите е по различни критерии – срещат се грам(+) и грам(-), подвижни и неподвижни, спорообразуващи и неспорообразуващи, аеробни и анаеробни видове, както и разнообразие от форми.

#### Размер
Микроорганизмите се характеризират с малки размери. Те могат да се наблюдават единствено микроскопски. Диапазонът на размерите им е голям. Размерите на най-големите им представители е около 100 μm – някои диатомеи, висши протисти. По-малки по размери са едноклетъчните зелени водорасли и дрождевите клетки. Още по-малки са повечето бактерии. Средните линейни размери на бактериите са в границата 0,5 – 3 μm, но и те си имат както гиганти, така и джуджета. С неголяма численост са бактериите, чиито размери са малки, и обикновено те са вътреклетъчни паразити. Типични представители са микоплазми, рикетсии и хламидии. Микоплазмите са най-малките от известните прокариотни бактерии – 0,1 – 0,15 μm. Най-малките микоплазми са равни или дори по-малки от вирусите. Техните размери са в диапазона 16 – 200 nm. Големината на обекта е тясно свързана с неговата структурна сложност.

#### Морфология
Различават се три основни форми на бактериите – кълбовидна (коковидна), пръчковидна и спираловидна. Формата на бактериите е относително постоянна и характерна за даден вид, но може да се променя в зависимост от състава и хранителната среда, от температурата, pH на средата и други фактори. При стари бактериални култури често се наблюдават клетки с неправилна форма (инволутивни клетки).

##### Кълбовидни бактерии
Името на коките произлиза от латинската дума coccus – кълбо. В зависимост от направлението на плоскостта на делението и от броя на деленията се различават следните 6 групи:
1. Микрококи (монококи) – клетките им са разположени обикновено поединично. Имат много малки размери, откъдето идва и наименованието им. Те са предимно грам(+), но се срещат и грам(-). Повечето са сапрофити, но има и някои условно патогенни видове.
2. Диплококи – при тази група клетките са разположени обикновено по две, откъдето идва и наименованието им. Към диплококите се отнасят някои патогенни видове като гонококите – причинител на трипера, менингококите – причинител на менингита, пневмококитеи др.
3. Стрептококи – клетките им са свързани чрез протоплазмени мостчета в дълги верижки, откъдето идва и наименованието им. Те са широко разпространени в природата. Едни от тях са сапрофити (млечнокисели стрептококи и др.), а други са патогенни или условно патогенни (причинителя на скарлатината и др).
4. Тетракоки – клетките им са разположени в групи по 4, тъй като деленето се извършва в две перпендикулярни плоскости.
5. Сарцини – образуват пакетчета от 8, 16 и по-рядко 32 клетки. Наименованието им идва от sarcio (съединявам). Деленето на клетките се извършва в три взаимноперпендикулярни равнини, поради което се образуват пакетчета. Сарцините са сапрофити. Много видове от тях продуцират различни пигменти.
6. Стафилококи – клетките са събрани в гроздовидни образувания, понеже деленето се извършва в различни плоскости. Много видове могат да продуцират пигменти, особено с високо съдържание на NaCl. Някои стафилококи причиняват гнойни възпаления.

##### Пръчковидни бактерии
Пръчковидните бактерии се наричат още бацили. Клетките им имат удължена форма. Краищата най-често са заоблени. Срещат се обаче и видове, чиито краища са отсечени (например причинителят на антракса) или задебелени (причинителят на дифтерита). Причинителят на чумата – бацилът Yersinia pestis – има клетки със силно заострени краища, които придават на клетката вид на ладийка.
- Пръчковидните бактерии са разположени:

1. поеднично;
2. по две;
3. във верижки.

Към пръчковидните бактерии се отнасят най-много видове.

##### Спираловидни бактерии
Тук се отнасят:
- вибриони: напр. Vibrio cholerae – причинител на холерата,
- спирили и
- спирохети: напр. Treponema pallidum – причинител на сифилиса.

Вибрионите представляват малки клетки с форма на запетая. Спирилите са по-дълги. Клетките им имат 3 – 4 извивки. Към спирохетите се отнасят бактерии, клетките на които имат многобройни извивки и заострени краища. Те се разделят на пиронеми (вълнообразно извити), трептонеми (с форма на зъбци на трион) и лептоспири (с форма на размотано въже и краища като куки). В зависимост от условията на култивиране бактериите могат да променят формата си. Поради това тя не може да се използва като важен таксономичен белег.

#### Колонии
Обикновено прокариотният организъм е единична клетка. Понякога клетките потомци от няколко деления остават свързани в колония. При актиномицетите и много цианобактерии „колонията“ е нишка от клетки, между които има връзка и дори известно разпределение на функциите. Истинска многоклетъчност обаче при прокариотите не се открива. Една от най-характерните особености на прокариотната клетка е слабата компартментализация, т.е. отсъствието на многобройни вътрешни раздели, съединени чрез система от елементарна мембрана. При по-голямата част от прокариотите цитоплазмената мембрана е единствената мембарнна система на клетката. Обаче нейната топология е често сложна, тъй като гънки от мембраната проникват дълбоко в цитоплазмата. Едниствено изключение от това правило правят цианобактериите. При тях фотосинтезиращият апарат се намира на разположени в редове уплътнени мембранни „чували“ или тилакоиди, сходни по структура и функция с хлоропластните тилакоиди. Обаче при цианобактериите тилакоидите не са включени в особени органели, а лежат непосредствено в цитоплазмата.

### Устройство

#### Клетъчна стена
Външно от липидната клетъчна мембрана почти всички прокариоти имат клетъчна стена. Клетъчната стена представлява тънка и еластична структура, разположена над цитоплазмената мембрана. Тя може да се разглежда като външен скелет на бактериите, защото определя сравнително постоянната им форма. С изключение на микоплазмите, всички останали бактериални видове имат клетъчна стена. Cтената се състои от няколко слоя и по своя строеж наподобява мрежа. Химични анализи на пречистени клетъчни стени показват, че те имат разнородно и сложно устройство. Клетъчната стена е проницаема за солите и други нискомолекулни съединения, както и за много биополимери. През нея от клетката се отделят токсини, някои ензими, участващи в извънклетъчното смилане, и др.
- Размери. Клетъчната стена е много тънка. Нейната дебелина е от порядъка на 10 – 15 nm и съставлява около 1% от дебелината на микробната клетка. Изключение от това правило правят патогенните, зелените и нишковидните бактерии. Първите две групи имат по-малки, а последната група бактерии – по-големи от обичайните размери.

- Отношение между обем и повърхност. С нарастване на обема на бактериалната клетка се увеличава повърхността на клетъчната стена и на цитоплазмената мембрана, но се намалява отношението {\displaystyle {\frac {A}{V}}}, където A е площта на мембранната повърхност, а V е обемът на клетката.

- Плазмолиза може да се наблюдава при големи бактериални клетки: бактериите се поставят в хипертонична среда и водата от бактериалния цитозол напуска по осмотичен градиент. Наблюдава се свиване и набръчкване – доказателство, че цитоплазмената мембрана на тези клетки е оградена от клетъчна стена.
- Анилиново оцветяване. Наличието на клетъчна стена при бактериите може да се покаже и чрез оцветяването им с алкални анилинови бои.

Клетъчната стена играе важна роля при оцветяването по метод на Грам (Грам(+) и Грам(-) бактерии) – използва се като важен таксономичен белег.
- Пептидогликан. За опорен скелет на клетъчната стена на бактериите служи пептидогликанов слой (известен още като муреинов слой). От многото съставки на клетъчната стена на прокариотите само пептидогликанът има почти универсално разпространение. Само в стените на Halobacterium, Halococcus и други архебактерии липсва пептидогликан. Тези организми са силно халофилни (обичат сол) и не се нуждаят от здрава клетъчна стена, тъй като съдържанието на техните клетки е изоосмотично с околната течност.

#### Капсула
Капсулата е по-дебел или по-тънък слой слузеста материя. Hаблюдават се:
- Безкапсулни (R-форми) – те образуват обикновено плоски, влакнести колонии и
- Kапсулни (S-форми), които могат в резултат на спонтанна мутация да се превърнат в безкапсулни. Загубването на капсулата е свързано с изменение на някои биологични свойства. Капсулообразуващите бактерии в повечето случаи растат върху твърда агарова среда под формата на гладки блестящи колонии. Образуването на капсулата не е видов признак, тъй като при много видове бактерии съществуват капсулни и безкапсулни щамове. Известни са също бактерии, които образуват капсула само при определени условия.
- В зависимост от дебелината си капсулите се делят на макро- и микрокапсули:
  - Макрокапсулите могат да се наблюдават със светлинен микроскоп след негативно оцветяване с такива багрила, които не проникват в капсулата. При това оцветяване капсулите изглеждат светли на тъмен фон. Макрокапсулите на пневмококите, които са сравнително малки, стават видими след прибавяне на хомоложен антисерум поради свързване на антителата с бактериите. Макрокапсулите се състоят от полизахариди или полипептиди. Установяват се както моно-, така и полизахариди. Други капсули съдържат галактоза, рамноза, маноза и други захари.
  - Микрокапсулите могат да се разглеждат като част от клетъчната стена. Тяхната дебелина е по-малка от 0,2 nm. Особено добре те са проучени при ентеробактериите. Микрокапсулите се състоят от хетерополизахарид.

##### Предназначение на капсулата
Предназначението на капсулата е да предпазва бактериалните клетки от неблагоприятното влияние на външната среда. Kапсулите на патогенните бактерии ги предпазват от бактерицидно действащите фактори на микроорганизма. Патогенните капсулообразуващи бактерии са устойчиви на фагоцитоза. Ако по един или друг начин от капсулните бактерии се получт безкапсулни форми, те се фагоцитират лесно и не могат да предизвикат тежки патологични изменения. За редица патогенни бактерии(антраксни бацили, пневмококи, гонококи, менингококи и др.) е установено, че капсулата е основен носител на вирулентността. При култивиране на изкуствени хранителни среди често пъти те не образуват капсула. Kапсулата служи като депо на резервни хранителни вещества, които при нужда се използват от клетката. Освен това тя е и място за отлагане на крайните продукти от обмяната на веществата. Капсулата предпазва клетките от изсушаване.

#### Cлуз
Много компоненти на капсулата се отделят от клетката в средата във вид на слуз. Усилен синтез на слуз се наблюдава, когато капсулообразуващите се развиват в хранителна среда със захароза. Като пример може да се посочи млечнокиселата бактерия Leuconostoc mesenterioides. В заводите за декстран тя се използва като продуцент. Превръщането на захарозата в декстран става извън клетката и се катализира от външноклетъчна трансгликозидаза, наречена декстран-захароза.

#### Цитоплазмена мембрана
Цитоплазмената мембрана се намира под клетъчната стена. Открита е за първи път от Мигула през 1897 г. Отначало се е смятало, че е свързана със стената, но по-късно се установява, че тя се отделя от нея заедно с цитоплазмата. Цитоплазмената мембрана представлява самостоятелна анатомична структура, а не е уплътняване на цитоплазмата. При по-големи бактерии мембраната е с дебелина 0,2 – 0,3 µm. Големината ѝ варира в зависимост от вида на бактерията, а също и от възрастта на културата.

##### Структура и химичен състав
C електронна микрофотография е установено, че мембраната е многослойна. По своя строеж мембраните на бактериалните, животинските и растителните клетки са сходни. Това дава основание някои изследователи да говорят за съществуване на „универсална елементарна мембрана“.
- Според модела на Даниели и Даусон тя се състои от два крайни белтъчни слоя с дебелина 2 – 3 nm и промеждутъчен липиден слой с дебелина 4 – 5 nm.
  - Липидният слой представлява двумолекулен матрикс, състоящ се от триглицериди и фосфолипиди. Хидрофобните краища на техните молекули са обърнати навътре, а хидрофилните – навън, към белтъчните слоеве.
- Това устройство на мембраната се стабилизира от електростатичното взаимодействие между полярните групи на липидите и страничните вериги на АК от белтъчния слой. Тази хипотеза за „елементарните мембрани“ се подлага все по-често на критика. Изказва се мнение, че цитоплазмената мембрана на бактериите има асиметричен строеж, т. е. не се състои от един липиден слой, заграден от два белтъчни слоя. Химичните анализи показват, че мембраната е богата на липиди, особено на фосфолипиди. Макар че мембраната съставлява 8 – 15% от сухото тегло на клетката, в нея се съдържат 70 – 90% от всички клетъчни липиди.

##### Свойства и роля на мембраната
Цитоплазмената мембрана играе важна роля в обмяна на веществата.
- Мембраната притежава свойството пропускливост и избирателна пропускливост. Поради това тя играе роля и при храненето на клетката. Тя служи като осмозна бариера и контролира постъпването на различни вещества в клетката и излизането им извън нея. Пропуска да навлязат в цитоплазмата определени атоми, молекули и йони на различни вещества и необходимото количество вода. След като преминат през порите на клетъчната стена, хранителните вещества влизат в контакт с цитоплазмената мембрана.
- В нея са разположени различни белтъци, всеки от които изпълнява специфични катализатични функции. Повечето от тях са свързани здраво с хидрофобната зона на мембраната, от която могат да се отделят само с помощта на методи, причиняващи тяхната инактивация (например обработка с детергенти).
- Основните мембранни белтъци се отнасят към следните две групи:
  - биосинтетични ензими, които осъществяват крайните етапи от синтезата на мембранните липиди, а също и на макромолекули от различни класове, влизащи в състава на бактериалната клетъчна стена (мурамин, тейхоеви киселини, липополизахариди и полизахариди);
  - пермеази, отговорни за преноса на органични и неорганични вещества в клетката.
- Липидният слой на мембраните е пронизан от белтъчни пори, през които се движи регулираният поток от вещества. Ензимите, които участват в пренасянето на електрони и в окислителното фосфорилиране, се намират върху и в цитоплазмените мембрани на бактериите.
- Цитоплазмената мембрана притежава и имунохимични свойства. Върху нея са разположени различни видове антигени.
- Цитоплазмената мембрана съдържа важни елементи за синтеза на АТФ.
- При аеробните бактерии с мембраната е свързана и редокссистема за пренос на електрони.
- При пурпурните бактерии в мембраната е разположен фотосинтетичният материал (пигменти, реакционни центрове, фотосинтетична верига за пренос на електрони). С клетъчната мембрана е свързана винаги АТФ-азата. Мембраната съдържа особени участъци за присъединяване на хромозоми и плазмиди, играещи роля както при репликацията, така и при последващата сегрегация на тези генетични елементи. Поради многобройните и важни функции цитоплазмената мембрана съдържа 10 – 20% от общия белтък на клетката.
- Въпреки че дебелината на мембраната е постоянна, нейната повърхност може да се променя. Докато при някои бактерии мембраната има прости очертания, съответстващи на тези на клетъчната стена, то при други бактерии тя образува сложни вгъвания по посока на цитоплазмата.
- При много бактерии в центровете за клетъчно делене или близо до тях се срещат локални вгъвания на мембраната, наречени мезозоми. При пурпурните бактерии се срещат и вгъвания от друг тип. Такива образувания се срещат също и при нефотосинтезиращи бактерии, притежаващи висока степен на дихателна активност. Значителното увеличение на общата повърхност на мембраната, свързано с вгъвания, дава възможност да се разполагат повече центрове на дихателната или фотосинтетичната активност, отколкото при мембрана с прости очертания.

#### Цитоплазма
По-голямата част от бактерийната клетка се заема от цитоплазмата, която е разположена от вътрешната страна на цитоплазмената мембрана. Тя представлява среда, в която протичат жизненоважни процеси за обмяната на веществата.
Цитоплазмата представлява сложна колоидна система. В изграждането на цитоплазмата участват вода, белтъци, ДНК и РНК, въглехидрати, липиди и минерални соли. Cъдържанието на водата е между 90 и 95 % в зависимост от вида на микроорганизма, условията на култивиране и натрупване на продукти от обмяната на веществата.

##### Структура
Цитоплазмата заема формата на клетъчната стена. При лизиране на клетката тя заема кълбовидна форма поради съществуване на повърхностно напрежение. При млади бактериални клетки тя представлява еднородна маса и при наблюдение с електронен микроскоп изглежда хомогенна. При по-старите клетки преобладава едро- или дребнозърнестата структура. В по-млади култури цитоплазмата заема по-малка част от обема на клетките, а в по-старите нейният дял е относително по-голям. Със стареенето на клетките в цитоплазмата се пояявяват вакуоли и различни включвания.

##### Свойства
Цитоплазмата притежава голям вискозитет – около 800 до 8000 пъти по-голям от този на водата. Той се изменя под действие на температурата, лъчиста енергия, химични вещества, механични дразнители и др.
Осмотичното налягане на бактериалната клетка е средно 3 – 6 атмосфери, но при някои бактерии достига до над 300 атмосфери.

#### Органели
В резултат на жизнената дейност на клетката се появяват вакуоли, волутинови телца, цианофитин, липопротеини, въглехидрати, параспорални телца, сяра и др.
- Рибозомите се състоят от РНК (60%) и белтък (40%). Около 85% от бактериалната РНК се съдържа именно в тях. Под електронен микроскоп рибозомите изглеждат като неправилни кълба с размери 16 х 18 nm.

Като предшественици за тяхното изграждане служат така наречените еозоми и неозоми. В рибозомите се синтезира белтък за микробната клетка. Рибозомите могат да се свързват с мембраните на ЕПР. При стареенето на клетките тези рибозоми могат отново да преминат в свободно състояние.
- Волутиновите телца (резервни хранителни вещества) се откриват в протоплазмата само на някои видове бактерии. Понеже се срещат в голямо количество в бактерията Spirillum volutans, те са получили наименованието волутинови. При гладуване бактериите получават от тях азот и фосфор. Те притежават по-голям коефициент на пречупване на светлината от протопласта и могат да бъдат наблюдавани под светлинен микроскоп неосветени. Показват силен афинитет към алкалните анилинови бои и се оцветяват интензивно. След въздействие с метиленово синьо се оцветяват не в синьо, а във виолетово. Това явление се нарича метахроматизъм и поради това тези телца се наричат метахроматични. Тези свойства се дължат на голямо количество неорганичен полифосфат. Броят и разположението на волутиновите телца при отделните бактериални видове са различни. Волутиновите телца имат сложен химичен състав. Изградени са от неорганични полиметафосфати и съединения, близки по състав до НК. В някои случаи те могат да съставляват до 20% от обема на клетката. Техният синтез се повишава, когато хранителната среда съдържа пептон, фосфорна киселина, манганови и цинкови йони.
- Цианофицин. Много бактерии натрупват в цитоплазмата си през стационарната фаза от своето развитие азотсъдържащ резервен материал, наречен цианофицин. Цианофициновите структури имат характерна структура. Образуването на цианофицин не е свързано с обикновените механизми на белтъчната синтеза, тъй като той се натрупва в клетките при условия на потиснат синтез на белтък.

От безазотните органични съединения най-често като включвания на бактериалната цитоплазма се натрупват полизахариди и полиоксимаслена киселина. Полиоксимаслената киселина е установена само при ПРО. Като правило всеки бактериален вид образува само един от двата типа резервни вещества. Трябва да се отбележи, че редица бактерии (например флуоресциращите видове от род Pseudomonas) въобще не образуват безазотни органични запасни съединения.
Полизахариди. Резервните полизахариди на бактериите се отлагат повече или по-малко равномерно в цялата цитоплазма. Наличието на големи количества от тези вещества в клетката може да се установи чрез обработка на клетките с воден разтвор на калиев йодид, който оцветява неразклонените полимери на глюкозата (например скорбялата) в тъмносин цвят, а разклонените (като гликоген) – в червено-кафяв. Чрез оцветяване с такъв разтвор при някои микроорганизми е доказано наличието на гликоген (червено-кафяв) и на гранулеза или йоген (син). Гликогенът е установен при Salmonella, E. coli, Sarcina lutea, дрожди, гъби и др. Той се намира под формата на дребни зрънца. В гореща вода е неразтворим. Бактериалната синтеза на гликоген се осъществява чрез образуване на АДФ-глюкоза от АТФ и глюкозо-1-фосфат в резултат на действието на ензима глюкозопирофосфорилаза: АТФ + Г-1-Ф = АДФ-глюкоза + Ф-Ф.
Разграждането на гликогена, което протича под действието на ензима гликогенфосфорилаза, води до образуване на глюкозо-1-фосфат. Синтезът на гликоген при ПРО се регулра на ниво АДФ-глюкозопирофосфорилаза. По механизъм и място на регулация синтезът на гликоген при ПРО прилича на синтеза на скорбялата при водораслите и висшите растения.
В цитоплазмата на оцетнокиселите бактерии Acetobacter се установява скорбяла. Запасните полизахариди са образувани от 1-d-глюкоза. Глюкозните остатъци са свързани помежду си с алфа-гликозидни връзки в положение 1,4. Скорбялата се състои от амилоза и амилопектин. Всички полизахаридни включения играят ролята на резервни вещества. Те се натрупват в млади клетки, които разполагат с достатъчно хранителни вещества. При нужда бактериите ги използват като източник на енергия.
Мастоподобни вещества. Много често в микробните клетки се срещат гранули и маслени капки. Под светлинен микроскоп мастоподобните вещества се виждат добре, понеже пречупват светлината по-силно, отколкото заобикалящата ги цитоплазма. По-добре обаче могат да бъдат наблюдавани след оцветяване с липофилни багрила (судан III и черен судан В). Мастоподобните вещества се наблюдават под формата на по-големи или по-малки капчици. Количеството им в бактериалната клетка зависи от вида на микроба. „Суданофилните“ гранули на много бактерии се състоят от поли-бета-оксимаслена киселина, която се разтваря в хлороформ. Количеството на поли-бета-оксимаслената киселина може да достигне до 80% от сухата маса на клетката. Тя е разпространена при аеробните бактерии, а при строгите анаероби се среща само в групата на фототрофните бактерии. Прокариотите не се запасяват с неутрални мазнини. Включенията от поли-бета-оксимаслената киселина се откриват под светлинен микроскоп във вид на пръснати в клетката, пречупващи светлината гранули с различни размери. Като правило в бързо растящите бактериални клетки се наблюдава относително ниско съдържание на поли-бета-оксимаслена киселина. Тя се натрупва в големи количества само в тези клетки, които изпитват недостиг на азот, но разполагат с достъпни въглеродсъдържащи източници на енергия. При тези условия синтеът на НК и белтъци е потисната и по-голямата част от асимилирания въглерод се превръща в запасни вещества, количеството на които може да достигне до 50% от сухата маса на клетката. Ако такива клетки се лишат от външен източник на въглерод и се снабдят с подходящ азотен източник (например NH4Cl), запасните вещества започват да се използват за синтеза на НК и белтъци. Неутралните мазнини (триглецириди) се отлагат предимно във вакуолите на дрождите и гъбите. По своя строеж те са сходни с мазнините на висшите организми. Клетките на микобактериите съдържат до 40% восъци, които са естери на ВМК и алкохоли. Количеството на запасните вещества зависи от съотношението между въглерода и азота в хранителната среда. Колкото това съотношение е по-голямо, толкова по-голямо е количеството на тези мазнини. Мазнините, които представляват включения в цитоплазмата, могат да бъдат отделени непосредствено от клетката, а тези, които са съставна част на цитоплазмената мембрана и други вътрешни мембрани – само след хидролиза на белтъците и полизахаридите.
Параспорални телца. Параспоралните телца представляват кристали с ромбовидна, тетрагонална или кубична форма. Те се състоят от белтък, който е силно токсичен за личинките на много пеперуди. Те съдържат делта-ендотоксин. Действието му се проявява, след като попадне в стомаха само на чувствителни насекоми, и затова Bac. Thuringiensis не проявява патогенно действие върху ентомофагите и животните. Препарати от Bac. Thuringiensis се използват за биологична борба с много вредители.
Сяра. Включения от неорганична сяра се срещат при две физиологични групи от бактерии:
1) пурпурните серобактерии – използващи H2S като донор на електрони при фотосинтезата;
2) нишковидните нефотосинтезиращи бактерии като Beggiatoa и Thiotrix, използващи H2S в качеството му на окисляем субстрат.
Количеството на отлагащата се в клетката сяра зависи от съдържанието на H2S в средата. Когато се изчерпи количеството на H2S в средата, бактериите започват да окисляват елементарната сяра до сулфат. За аеробните бактерии, които окисляват H2S (а такива са например Beggiatoa, Thiotrix, Achromatium), сярата служи като източник на енергия, а за анаеробните фотосинтезиращи пурпурни серобактерии (Chromatium) е донор на електрони.
- Бактериалните ядра, неотделени от цитоплазмата с ядрена мембрана, се откриват във вид на плътни тела, разположени в центъра на клетката и притежаващи неправилни очертания. За оцветяване се използва багрилото на Гъмза-Романовски. Експоненциално растящата клетка съдържа от 2 до 4 ядрени структури. С помощта на фазовоконтрастен микроскоп може да се наблюдават растежът и деленето на бактериалните ядра в живи клетки, при условие че последните са поставени в среда, която усилва контраста между нуклеоплазмата и цитоплазмата, например в концентриран разтвор на белтък. Липсата на ядрена мембрана е причина дълго време бактериите да бъдат смятани за безядрени организми (ануклеобионти). Нишките от ДНК, които се откриват в областта на ядрото, представляват участъци от извънредно дълга пръстеновидна молекула на ДНК, която е силно нагъната и поради това образува компактна структура. Природата на ядрения материал на бактериите е установена от Кернс с помощта на радиоавтографски метод. ДНК представлява извънредно удължени нишки, максималната дължина на които превишава 1 mm. Освен това някои от тях се оказват пръстеновидни. Двойноверижната ДНК се означава като бактериална хромозома. Последната е свободна, потопена в нуклеоплазмата. В ДНК е заключена генетичната информация на клетката. В резултат на деленето и удвояването на ДНК, което винаги предшества деленето на клетките, се образуват две идентични хромозоми.